# Pěčnov
Pěčnov (en allemand : Pietschnau) est une commune du district de Prachatice, dans la région de Bohême-du-Sud, en République tchèque. Sa population s'élevait à 169 habitants en 2023.

## Géographie
Pěčnov se trouve à 7 km au nord-ouest de Prachatice, à 41 km à l'ouest-nord-ouest de České Budějovice et à 120 km au sud-sud-ouest de Prague.
La commune est limitée par Vlachovo Březí au nord, par Chlumany et Husinec à l'est, et par Dvory au sud et à l'ouest.

## Histoire
La première mention écrite du village date de 1435.

## Transports
Par la route, Pěčnov se trouve à 4,5 km de Vlachovo Březí, à 9,7 km de Prachatice, à 46 km de Ceské Budejovice et à 147 km de Prague.